# Mitsubishi F-1
Mitsubishi F-1 (jap. 三菱F-1支援戦闘機 Mitsubishi F-1 shien-sentō-ki) – pierwszy japoński zaawansowany myśliwiec odrzutowy i pierwszy samolot myśliwski, jaki powstał w Japonii od zakończenia II wojny światowej. Został on opracowany wspólnie przez Mitsubishi Heavy Industries i Fuji Heavy Industries. Choć podobny do francusko-brytyjskiego SEPECAT Jaguar, to był produktem czysto japońskim.

## Historia
Projekt został oparty na wcześniejszym naddźwiękowym samolocie szkolnym Mitsubishi T-2. Powstał poprzez usunięcie tylnego siedzenia (zajmowanego w T-2 przez instruktora) i umieszczenie w tak uzyskanej przestrzeni niezbędnej w samolocie myśliwskim elektroniki. 
Samolot wyposażono również w radar J/AWG-12, podobny do użytego w przeznaczonej dla RAF-u wersji myśliwca McDonnell Douglas F-4 Phantom II. Poza tym zwiększono udźwig samolotu, aby mógł zabrać większą ilość uzbrojenia. F-1 został również wyposażony w działko lotnicze JM61A1 Vulcan kal. 20 mm i 750 sztuk amunicji oraz siedem zewnętrznych zaczepów na uzbrojenie. Zaczepy te mogą być również wykorzystywane do podczepienia zewnętrznych zbiorników paliwa, zwiększających zasięg. 
Najczęściej stosowaną bronią były pociski przeciwokrętowe Mitsubishi ASM-1 i nowsze ASM-2, porównywalne do francuskich Exocet i amerykańskich AGM-84 Harpoon. Ponadto, samolot przenosił kierowane termalnie rakiety krótkiego zasięgu (głównie AIM-9 Sidewinder). Rakiety te podczepiane były zwykle do węzłów na końcach skrzydeł, lecz gdy głównym celem misji była obrona powietrzna, można je było również zamocować do pozostałych zaczepów, w innych wypadkach zajętych przez pociski przeciwokrętowe i zbiorniki z paliwem. 
Ponadto Mitsubishi F-1 przenosiły rakiety powietrze-ziemia JLAU-3/A o kalibrze 70 mm, jak również 227 lub 340-kilogramowe bomby lotnicze – odpowiednio: M82 i M117. Bomby te mogły być precyzyjnie naprowadzane laserowo lub na podczerwień i precyzyjnie likwidować statki i cele naziemne. Wyposażone w nie bomby zostały w Japonii oznaczone jako GCS-1. 
Od roku 2000. Mitsubishi F-1 były stopniowo zastępowane przez nowoczesne myśliwce Mitsubishi F-2 (stworzone we współpracy z Lockheed-Martin), oraz gruntownie zmodernizowane F-4EJ "Kai" Phantom II. Wszystkie skrzydła taktyczne Japońskich Powietrznych Sił Samoobrony zostały przezbrojone właśnie na F-2, zaś jedno, stacjonujące w bazie w Tsuiki (prefektura Fukuoka) na F-4EJ. Ostatni egzemplarz F-1 został wycofany właśnie stamtąd 6 marca 2006 r.

## Wersje
- FS-T2-Kai – pierwsze dwa prototypy
- Mitsubishi F-1 – wielozadaniowy myśliwiec, samolot szturmowy bliskiego wsparcia i samolot zwalczania okrętów

## Użytkownicy
- Japonia: Japońskie Powietrzne Siły Samoobrony

## Samoloty podobne
- SEPECAT Jaguar
- Xi’an JH-7